# Конституция Бутана
Конституция Бутана принята 18 июля 2008 года. Состоит из преамбулы, тридцати пяти глав, четырёх приложений и глоссария.

## История
Ранее все принципы и условия Конституции устанавливались различными законами, которые принимались Королём Бутана, Королевским Правительством, Судебной властью и Национальной ассамблеей Бутана.
4 сентября 2001 года король Джигме Сингье Вангчук проинформировал совет министров, председателя Верховного суда и председателя королевского консультативного совета о потребности спроектировать формальную Конституцию для Королевства Бутан. Был сформирован редакционный комитет конституции, который состоял из 39 участников и представлял широкие общественные слои Бутана. Участники: председатель Верховного суда Бутана, спикер национальной ассамблеи, два представителя духовенства, один избранный участник от каждого из двадцати дзонгхагов, Zhung Kalyon и общественные представители из королевского консультативного совета, пять представителей Правительства, два адвоката от юридического комитета и член Секретариата из Департамента правовых вопросов. Председателем Комитета был Председатель Верховного суда Бутана.
19 июля 2008 года, в 15-й день пятого месяца бутанского календаря, Джигме Кхесар Намгьял Вангчук, избранные представители всех 47 избирательных округов в Национальной ассамблее и члены Национального совета подписали конституцию Бутана. Это произошло в присутствии четвёртого Короля Бутана Джигме Сингье Вангчук, представителей духовенства, членов королевской семьи, главных правительственных чиновников, представителей международного сообщества и представителей от всех слоёв бутанского общества. Церемония была проведена не только по гражданским правилам, но и была освящена по буддистским канонам: Конституция была подписана на специальном помещении в дзонге Ташичо с изображениями Будды, Гуру Римпоче и Шабдрунг Нгаванг Намгьял, была прочитана молитва.

## Содержание
В преамбуле народ Бутана объявляет о том, что принимает Конституцию для закрепления свободы, обеспечения справедливости и спокойствия, увеличения единства, счастья и благополучия людей.
Статья первая конституции определяет Королевство Бутан как государство, в котором верховная власть принадлежит народу, формой правления является «демократическая конституционная монархия», а Конституция — высшим законом. Функции конституционного суда закреплены за Верховным судом Бутана (англ. The Supreme Court). В этой статье закрепляются границы и административно-территориальное деление Бутана на 20 дзонгхагов, которые согласно этой статьи могут быть изменены только тремя четвертями депутатов парламента Бутана. 17 декабря объявлен национальным днём Бутана, а дзонг-кэ — государственным языком. Права на минеральные ресурсы, леса, реки и озёра объявлены государственной собственностью. Декларировано разделение исполнительной, законодательной и судебной власти.